# Eidgenössische Datenschutz- und Öffentlichkeitskommission
Die Eidgenössische Datenschutz- und Öffentlichkeitskommission (französisch Commission fédérale de la protection des données et de la transparence, italienisch Commissione federale della protezione dei dati e della trasparenza) war gemäss Art. 33 Datenschutzgesetz eine Schieds- und Rekurskommission der Schweizerischen Bundesverwaltung im Sinne von Artikel 71a–c Verwaltungsverfahrensgesetz. Administrativ gehörte sie zur Bundeskanzlei. Seit 2007 ist für die ehemaligen Aufgaben der Kommission das Bundesverwaltungsgericht zuständig.

## Entscheidungen
Die Kommission entschied über
- Empfehlungen des Eidgenössischen Datenschutzbeauftragten, die den Privatbereich betreffen und ihr vorgelegt wurden (Art. 29 Abs. 4 Datenschutzgesetz);
- Beschwerden gegen Verfügungen der Bundesorgane und Kantone in Datenschutzfragen, ausgenommen solche des Bundesrates;
- Beschwerden gegen Verfügungen der Kommission für das Berufsgeheimnis in der medizinischen Forschung (Art. 321bis StGB 2);
- Beschwerden gegen letztinstanzliche kantonale Entscheide, die sich auf öffentlichrechtliche Vorschriften des Bundes über den Datenschutz stützen.

Die Urteile konnten ans Bundesgericht weitergezogen werden.

## Mitglieder
Alle Mitglieder der Kommission wurden vom Bundesrat für die Amtsdauer bis zum 31. Dezember 2007 gewählt. Danach waren die Mitglieder des Bundesverwaltungsgerichts zuständig.
- Präsident: Rainer J. Schweizer, Professor für öffentliches Recht, Universität St. Gallen,
- Vizepräsident: Paul-Henri Steinauer, Professor an der Universität Freiburg (Schweiz)
- Mitglied: Vera Delnon, Rechtsanwältin
- Mitglied: Alexandre Flückiger, Hochschullehrer
- Mitglied: Tiziana Mona, Affari generali TV
- Mitglied: Gérald Page, Advokat
- Mitglied: Widmer Ursula, Anwältin